# Hermann Gmeiner
Hermann Gmeiner (23. června 1919 Alberschwende – 26. dubna 1986 Innsbruck) byl rakouský filantrop, zakladatel projektu SOS dětských vesniček.

## Životopis
Narodil se jako šesté z devíti dětí v rolnické rodině v horské vesničce ve Vorarlbersku. V jeho pěti letech mu zemřela matka. Mateřských povinností se ujala nejstarší sestra Elsa. Tato zkušenost pro něj byla určující. V roce 1936 získal stipendium a mohl začít navštěvovat gymnázium ve Feldkirchu. Ještě před složením maturitní zkoušky, v únoru 1940, byl však odveden do Wehrmachtu a odvelen na frontu. Bojoval na východní frontě, v severním Finsku a v Maďarsku. Byl několikrát raněn. Na východní frontě mu prý zachránil život sovětský chlapec. To byla zkušenost, k níž se často později vracel a zmiňoval ji jako zasvěcující.
Do listopadu 1945 ležel v nemocnici v Bregenzu, poté pomáhal otci na farmě. Když se vrátil domů ze zajetí jeho bratr a převzal tuto pozici, mohl Hermann konečně složit maturitní zkoušku a na podzim roku 1946 začít studovat medicínu na univerzitě v Innsbrucku. Začal se angažovat prvně také v sociální oblasti, když v roce 1947 založil při katolické farnosti innsbrucké městské části Mariahilf skupinu mládeže. Chodili do ní zejména váleční sirotci. Mnozí z nich byli umístěni v ústavech státní sociální péče, kde je Gmeiner navštěvoval a rostlo v něm přesvědčení, že to není vhodné prostředí pro rozvoj dětí.
Když v roce 1948 převzal odbor mládeže na diecézi, přišel s plánem výstavby vesničky pro sirotky, kde by ústřední roli "náhradních matek" sehrávali bezdětné ženy, které děti mít chtějí a nemohou, a důraz by byl kladen také na zachování sourozeneckých vztahů. Nazval takovou komunitu Societas Socialis, z čehož později vznikla zkratka SOS. Vložil do projektu celé své životní úspory (600 šilinků), vytiskl letáky oslovující bezdětné matky a napsal starostům v celém Tyrolsku žádost o bezplatné poskytnutí pozemku. Pozitivně reagoval jeden - starosta města Imst Josef Koch. Místní stavitel v Imstu se navíc nabídl, že dům postaví z vlastních prostředků. 2. prosince 1949 byl slavnostně otevřen a takto vznikla první SOS dětská vesnička.
Gmeinera projekt brzy tak pohltil, že opustil lékařská studia. Na konci roku 1950 splatil díky sbírce tzv. vánočních karet všechny dluhy. Štědrý den 1950 oslavilo v domku pět prvních sirotků s první náhradní matkou, která se přihlásila díky letákové akci: Helene Diddlovou. Gmeiner naplánoval stavbu pěti nových domů v okolí prvního a vyjednal, že Imst vybuduje k areálu cestu a zavede do něj elektřinu a vodu. V roce 1951 bylo dostavěno pět nových domů a obsadilo je 45 dětí.
Zpočátku Gmeiner čelil značné nedůvěře orgánů sociální péče a projekt provázeli administrativní potíže a výjimkou nebyly ani neohlášené policejní kontroly. Ale veřejnost projekt nadšeně uvítala. Darů začalo přibývat díky časopisu, který Gmeiner založil v roce 1952, a také loterii, s níž Gmeiner přišel. V Imstu byla ze získaných peněz postavena ošetřovna, společenský domek, prádelna, řemeslné dílny a skladovací prostory. Roku 1953 Gmenier založil v italském Caldonazzo letní tábor, kam zpočátku jezdili jen děti z Imstu, ale později se sem každé léto sjížděli děti z SOS vesniček z celé Evropy. Roku 1954 založil v Innsbrucku první školící středisko pro náhradní matky. V roce 1955 postavil druhou SOS vesničku v tyrolském Nußdorf-Debantu a byla založena organizace SOS-Kinderdorf Oberösterreich.
V roce 1956 v Egerdachu otevřel nový typ zařízení pro mládež, kam odcházeli dospívající členové SOS vesniček, kteří začali studovat. Takové "přechodové zařízení" mělo zabránit tomu, aby si starší dítě příliš zvyklo na komunitní život a stalo se na něm závislé. Roku 1957 vznikla první vesnička ve Vídni, roku 1958 byla otevřena první v sousedním Německu, v Dießen am Ammersee. Myšlenka se rychle rozšířila do Francie a Itálie, takže v roce 1960 založil Gmeiner mezinárodní organizaci SOS vesniček, jejíž sídlo umístil do Štrasburku (později bylo přeneseno do Vídně).
V roce 1965 vznikla první mimoevropská vesnička v Jižní Koreji. Roku 1967 přijel Gmeiner představit projekt i do socialistického Československa. Zde se ho ujali psychologové Zdeněk Matějček a Jiří Dunovský. Velkou roli vesničky sehrály ve Vietnamu, kde se po Vietnamské válce objevilo mnoho sirotků, první tam byla otevřena v roce 1969. V 70. a 80. letech mezinárodní organizace kladla důraz na rozvoj projektu zejména v rozvojových zemích.
Roku 1986 Gmeiner zemřel. Pohřben byl na vlastní přání v první vesničce v Imstu. V den jeho pohřbu existovalo 233 vesniček v 85 zemích světa a žilo v nich 40 000 dětí. Dvacet let po Gmeinerově smrti to již bylo 1715 vesniček ve 132 zemích pečujících o 60 000 dětí. Albert Schweitzer Gmeinerův projekt nazval "největším zázrakem poválečného období". Stejně jako Schweitzer byl rytířem Vojenského a špitálního řádu sv. Lazara Jeruzalémského